# Similicaudipteryx
Similicaudipteryx (лат., от лат. similis — похожий и Caudipteryx — род динозавров, буквально — похожий на каудиптерикса) — род динозавров-теропод из семейства Caudipterygidae инфраотряда овирапторозавров (Oviraptorosauria). Остатки были обнаружены в формациях Цзюфотан (пиньинь. Jiufotang) и Исянь (пиньинь. Yixian) в Северо-Восточном Китае, которые датируются серединой аптского — началом альбского века нижнемеловой эпохи, 120—112 миллионов лет назад. Название Similicaudipteryx yixianensis было дано в 2008 году палеонтологами Хэ (He), Ваном (Wang) и Чжоу (Zhou). Оно указывает на сходство с Caudipteryx, который также был найден в формации Исянь.